# Jean-Baptiste Rose
Pour les articles homonymes, voir Rose.
Jean-Baptiste Rose est un docteur en théologie, membre de l'Académie de Besançon, né à Quingey en 1714, où il est mort en 1805.
Il embrassa dans ses études, avec la théologie, la philosophie, l'histoire, la minéralogie, l'astronomie et les mathématiques. 

## Œuvres
Parmi ses écrits on remarque : 
- Traité élémentaire de morale, 1767.
- La Morale évangélique comparée à celle des différentes sectes, 1772 (lire en ligne).
- L'Esprit des Pères, 1791.